# Wilhelm Herter von Hertneck

Wilhelm Herter in der Schlacht bei Murten, aus dem Zürcher Schilling

Wilhelm Herter von Hertneck (* 1424 in Tübingen; † 2. März 1477 in Basel) war ein deutscher Feldhauptmann und Staatsmann in Diensten Württembergs, der österreichischen Vorlande, Burgunds und zuletzt Lothringens. Er war der Stratege und der Feldhauptmann der Niederen Vereinigung in den drei Burgunderschlachten bei Grandson, Murten und Nancy.

## Familie

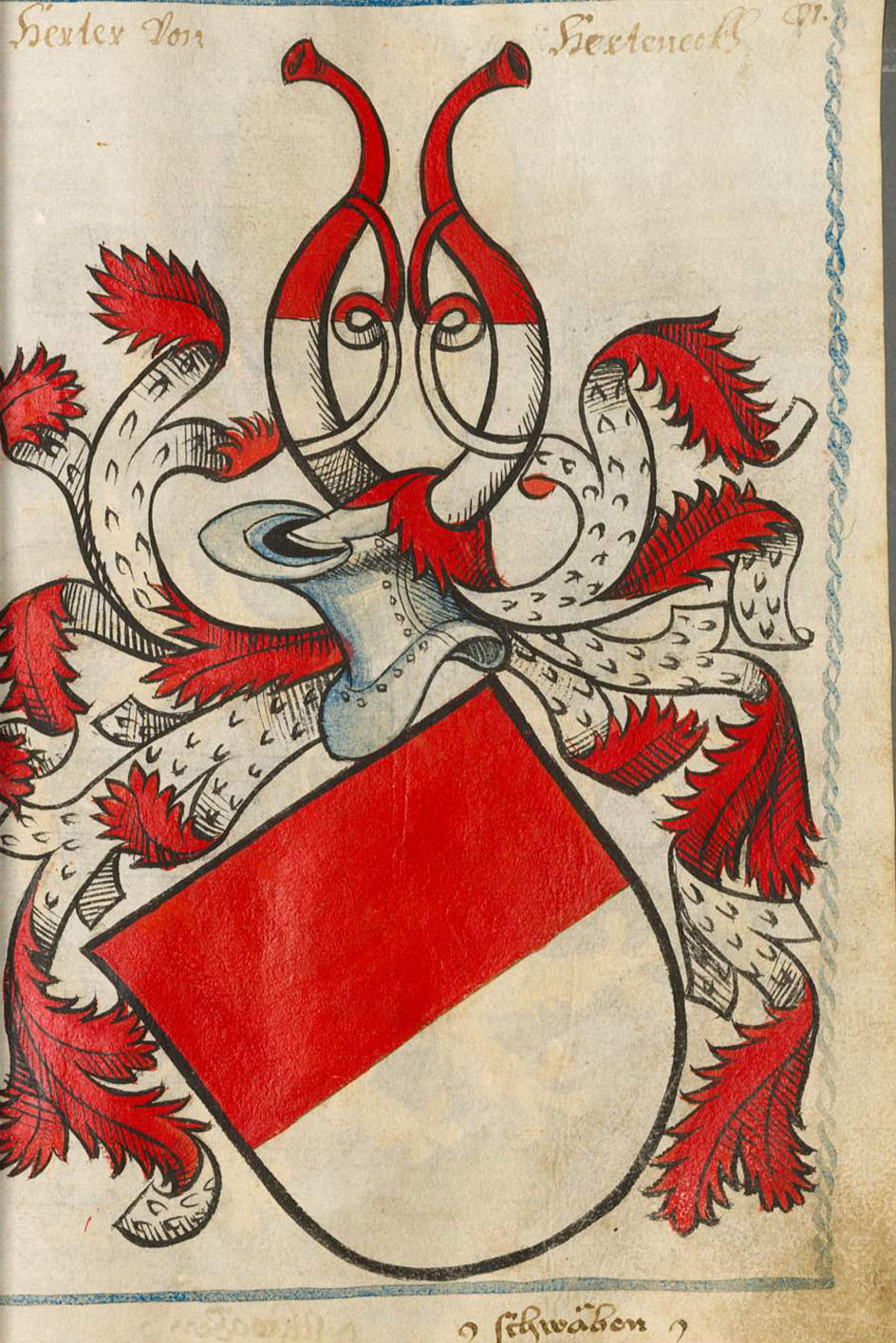
Wappen Herter von Hertneck aus Scheibler

Ritter Wilhelm Herter von Hertneck wurde 1424 als Sohn des Jakob Herter von Hertneck und Anna von Stetten in Tübingen geboren. Stammsitze des alten Adelsgeschlechts der Herter waren die Burg Dußlingen unweit von Tübingen und Burg Hertneck im heutigen Ludwigsburg. Die Herter von Hertneck gehen auf Diemo I. von Tußlingen zurück, der um 1100 das Kloster Hirsau bedachte. Die Söhne seines Enkels Diemo III. nämlich Friedrich III., genannt Herter, Diemo IV. sowie Dieter I. sind die Stammväter dreier Linien. Nach Hofrat Theodor Schön war wohl Dieter I. der Stifter der Linie Herter von Hertneck. Der Vater Wilhelms, Jakob Herter kam 1393 infolge der Erbteilung in den Besitz von halb Dußlingen, halb Nehren und etliches zu Andeck bei Talheim. Das Erbteil seines Bruders Friedrich erlangte er nach dessen Tod 1406 durch Zahlung einer Abfindung von 1200 Gulden an die Witwe. Jakob Herter geriet in den 1410er Jahren tief in Schulden und war gezwungen sukzessiv seine Besitztümer zu verkaufen. Die Heirat Jakob Herters mit Anna von Stetten, der Tochter des Grundherrn von Talheim, erfolgte vor 1417. Das mütterliche Erbteil zu Talheim wurde von Wilhelm Herter 1449 an Graf Ludwig von Württemberg verkauft. Jakob Herter starb verarmt vor dem 22. Mai 1458 und hinterließ seinem einzig überlebenden Sohn Wilhelm einen geringen mit Schulden belasteten Besitz.

## Erziehung und Laufbahn im württembergischen Dienst
Die Familie lebte ab 1427 im damals württembergischem Mömpelgard, einem burgundischen Afterlehen. Wilhelm Herter wurde dort mit der burgundischen Sprache und Kultur vertraut. 1431 kam er an den Hof nach Stuttgart und wurde als Page des Grafen Ludwig I. von Württemberg-Urach auf eine ritterliche Laufbahn hin erzogen. 1438 wurde er Knappe. Anlässlich der Vermählung seines Herrn Ulrich V. von Württemberg mit Elisabeth von Bayern-Landshut wurde Wilhelm Herter am 8. Februar 1445 in Stuttgart zum Ritter geschlagen. 1455 zählte Wilhelm Herter zu den württembergischen Räten. Von 1457 bis 1462 war er Obervogt auf Wildberg. Bereits 1457 verbesserte sich die finanzielle Situation, da der Anspruch auf ein Dienstgeld von 4400 Gulden mit 220 Gulden jährlich verzinst wurde. Bei seinem Abschied 1465 hatte Wilhelm Herter den Rang des zweithöchsten von 14 württembergischen Hauptmännern inne. Der Karriereknick und die Entlassung aus dem württembergischen Dienst folgten 1463 auf die am 30. Juni 1462 verlorene Schlacht bei Seckenheim in der Wilhelm Herter als Oberbefehlshaber sämtlicher württembergischer Kriegsvölker zusammen mit Herzog Ulrich V. von Württemberg schmählich in Gefangenschaft geraten war. Die Gefangenen wurden von Friedrich dem Siegreichen in Haft gehalten, da die Württemberger vor der Schlacht Dörfer und Felder verwüsteten und noch auf der Flucht die pfälzischen Edelknappen niedermachten. Die Entlassung aus der Gefangenschaft erfolgte zum 1. Mai 1464.

## Die berufliche Neuorientierung
Zwischen November 1465 und August 1467 verpflichtete sich Wilhelm Herter als Hauptmann von Mainz und Bischofsheim, da Heinrich, ein Sohn des Grafen Ulrich, zum Coadjutor von Mainz ernannt worden war. In diese Zeit fiel 1466 die Heirat mit Anna von Heudorf, deren Familie am Hochrhein und im Hegau ansässig war. Schon Wilhelm Herters Onkel Friedrich war mit einer Agathe von Heudorf vermählt. Für Wilhelm Herters weiteren Lebensweg  ergab sich aus der Ehe mit Anna von Heudorf eine wichtige und brisante Perspektive. Anna von Heudorf war eine enge Verwandte des Bilgeri von Heudorf aus dem Klettgau, dessen Fehde mit der Stadt Schaffhausen in diesen Jahren eskalierte. Die Ernennung Wilhelm Herters 1468 zum Hauptmann und Rat von Waldshut durch Herzog Sigismund von Tirol zu einem Jahresgehalt von 200 rheinischen Gulden erscheint daher als wohl kalkulierter Schachzug. Nach der pfandweisen Abtretung eines großen Teiles der Vorlande an Herzog Karl den Kühnen trat Wilhelm Herter aus eigener Initiative in den burgundischen Dienst ein. Seine Bewerbung am 1. Juli 1469 ist im Bericht der in Waldshut tätigen burgundischen Huldigungskommission unter Philibert d´Ornans festgehalten. Wilhelm Ertet taucht bis 1474 in den Quellen selten oder nur mittelbar auf. 1470 bis 1472 nahm Wilhelm Herter an einem erneuten Krieg Burgunds mit Frankreich teil. Nach wenigen urkundlichen Erwähnungen zeichnet sich das Wirken Wilhelm Herters erst Ende 1473 klarer ab. Nach dem Diarium des Kaplans Knebel führten Wilhelm Herter von Waldshut und Hermann Truchsess von Rheinfelden 800 gut gerüstete Knechte Ende Dezember von den Oberen Landen nach Ensisheim. Dort waren sie von Herzog Karl dem Kühnen, der die neue burgundische Provinz Auxay und Ferette an Weihnachten 1473 mit 4000 Soldaten besuchte, zu einem Manöver einbestellt worden. Die Stadt Basel verweigerte Herter zweimal den Durchzug, da man befürchtete, Herter habe den Auftrag, sich der Tore zu bemächtigen.

## Herters Aufstieg zum militärischen und politischen Führer der Niederen Vereinigung
Im Frühjahr 1474 fielen die ehemals vorderösterreichischen Waldstätte Waldshut, Laufenburg, Säckingen und Rheinfelden von Burgund ab und wählten Wilhelm Herter zu ihrem Anführer.
Auf einem Tag der Niederen Vereinigung im August 1474 wurde Wilhelm Herter im Rahmen der Mobilmachung gegen Burgund zum Oberbefehlshaber der Truppen der mittlerweile mit den Eidgenossen verbündeten Niederen Vereinigung ernannt.
Wilhelm Herter gelang es 1475 bei Héricourt ein burgundisches Söldnerheer zurückzuschlagen. Einen Rückschlag musste er 1475 bei der Verteidigung Epinals hinnehmen, da die Stadt kapitulierte.
Im März und Juni 1476 ordnete und befehligte Wilhelm Herter die Alliierten in den Schlachten von Grandson und Murten. Wilhelm Herters Erfahrung, Geschick und Führungspersönlichkeit trugen maßgeblich zu den Siegen bei. Sein gewachsenes politisches Gewicht erwies sich auf dem Tag von Freiburg im Üechtland im August 1476. In den Friedensverhandlungen konnte die Frage eines Abzuges Burgunds aus Lothringen nicht geklärt werden. Wilhelm Herter trat darauf im Herbst 1476 in den Dienst Herzog Renés II. von Lothringen und organisierte die Aufstellung eines deutsch-schweizerischen Söldnerheeres zum Entsatz Lothringens. Kurz vor der Entscheidungsschlacht vor Nancy am 5. Januar 1477 wurde Wilhelm Herter erneut der Oberbefehl vom Rat der Hauptleute übertragen. Die geschwächte Armee Karls des Kühnen, der in der Schlacht den Tod fand, wurde in einem von Wilhelm Herter angeführten Sturmangriff überrannt.
Wilhelm Herter von Hertneck verstarb überraschend am 2. März 1477 während einer Konferenz in Basel im Alter von etwa 53 Jahren. Die Leiche wurde an den Stammsitz der Familie nach Dusslingen überführt. Das Grab ist heute unbekannt.